# Booneville (Mississippi)
Booneville ist eine Stadt in Mississippi in den Vereinigten Staaten und der County Seat des Prentiss County. Das U.S. Census Bureau hat bei der Volkszählung 2020 eine Einwohnerzahl von 9126 ermittelt.

## Geschichte
Das Land von Booneville wurde von B.B. Boone, G.W. Williams und W.P. Curlee von einem Chickasaw-Stammesangehörigen gekauft. Die Gemeinde wurde nach dem Siedler Colonel Reuben Holman Boone benannt, einem Verwandten von Daniel Boone, dem frühen amerikanischen Pionier. Die Stadt wurde ursprünglich 1848 als Teil des Baus der Mobile and Ohio Railroad geplant. Während die Siedlung in den ersten Jahren schnell wuchs, begann der Amerikanische Bürgerkrieg gerade, als die Stadt 1861 als Gemeinde gegründet wurde und verlangsamte den Fortschritt der Stadt, als hier eine Schlacht stattfand.

## Demografie
Nach der Schätzung von 2019 leben in Booneville 8497 Menschen. Die Bevölkerung teilte sich im selben Jahr auf in 77,0 % Weiße, 15,1 % Afroamerikaner, 0,1 % Asiaten und 7,0 % mit zwei oder mehr Ethnizitäten. Hispanics oder Latinos machten 2,0 % der Bevölkerung aus. Das mittlere Haushaltseinkommen lag bei 36.513 US-Dollar und die Armutsquote bei 36,2 %.

## Verkehr
Die Stadt konzentriert sich entlang des Mississippi Highway 145 zwischen seinen Kreuzungen mit dem Mississippi Highway 30 im Süden und dem Mississippi Highway 4 im Norden. Die U.S. Route 45 führt durch das westliche Booneville und verbindet die Stadt mit Corinth und Tupelo.

## Bildung
In Booneville befindet sich das Northeast Mississippi Community College, das zehntgrößte Community College des Bundesstaates, gemessen an der Zahl der Studierenden.

## Persönlichkeiten
- Hayden Thompson (* 1938), Musiker
- Travis Childers (* 1958), Politiker